# Terpiridina
La terpiridina (a menudo abreviada como Terpy o Tpy) es un compuesto heterocíclico derivado de la piridina. Es un sólido blanco que es soluble en la mayoría de los disolventes orgánicos. El compuesto se usa principalmente como un ligando en química de coordinación.

## Propiedades

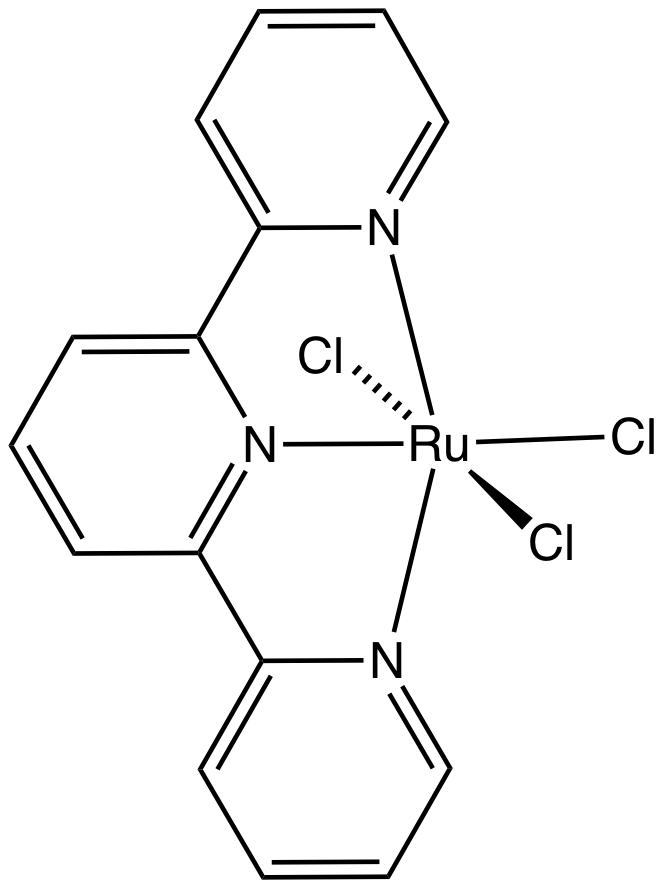
El tricloruro de (terpiridina)rutenio es un complejo representativo de la terpiridina.

La terpiridina es un ligando tridentado que une metales en tres sitios meridionales y da dos anillos de quelato MN2C2 de 5 miembros adyacentes. La terpiridina forma complejos con la mayoría de los iones de los metales de transición al igual que otros compuestos de polipiridina, como la 2,2'-bipiridina (abreviada como Bipy) y la 1,10-fenantrolina (abreviada como Phen). Los complejos que contienen dos complejos de terpiridina, es decir, [M(Terpy)2]n+ son comunes. Difieren estructuralmente de los complejos relacionados [M(Bipy)3]n+ en ser aquirales.
Los complejos de terpiridina, como otros complejos de polipiridina, exhiben propiedades ópticas y electroquímicas características: transferencia de carga de metal a ligando (MLCT) en la región visible, reducción y oxidación reversible, y luminiscencia bastante intensa.
Debido a que son aceptores pi, la terpiridina y la bipiridina tienden a estabilizar los metales en estados de oxidación más bajos. Por ejemplo, en una disolución de acetonitrilo, es posible generar [M(Terpy)2]+ (donde M=Ni, Co).